# Disco Météo
 (septembre 2012).
Si vous disposez d'ouvrages ou d'articles de référence ou si vous connaissez des sites web de qualité traitant du thème abordé ici, merci de compléter l'article en donnant les références utiles à sa vérifiabilité et en les liant à la section « Notes et références ».
Pistes de Magnolias for Ever
Écoute ma chanson
Disco Météo est une chanson de variété française interprétée par Claude François sortie en septembre 1978 .
Initialement parue dans l'album Magnolias for Ever en décembre 1977, elle figure en face B du 45 tours Écoute ma chanson. Enregistrée en 1977, la chanson est écrite par Jean Schmitt et composée par Jean-Pierre Bourtayre et Claude François.